# Madame Chrysanthème
Madame Chrysanthème es una ópera, descrita como una comédie lyrique, en cuatro actos con prólogo y epílogo, con música de André Messager según un libreto de Georges Hartmann y Alexandre André, basado en la obra semiautobiográfica Madame Chrysanthème (1887) de Pierre Loti. Se ambienta en Nagasaki, Japón. Se estrenó en el Théâtre de la Renaissance en París el 21 de enero de 1893 con Jane Guy y Louis Delaquerrière en los papeles principales; hubo 16 representaciones en el teatro en el primer año.

## Personajes
| Personaje                                        | Tesitura     | Reparto del estreno, 12 de diciembre de 1893 (Director: André Messager) |
| ------------------------------------------------ | ------------ | ----------------------------------------------------------------------- |
| Pierre                                           | tenor        | Louis Delaquerrière                                                     |
| Monsieur Kangourou                               | tenor        | Charles Lamy                                                            |
| Yves                                             | barítono     | Jacquin                                                                 |
| Monsieur Sucre                                   | bajo         | Declercq                                                                |
| Un gabier                                        | -            | Gesta                                                                   |
| Primer oficial René                              | bajo         | Chassaing                                                               |
| Segundo oficial Charles                          | bajo         | Halary                                                                  |
| Madame Chrysanthème                              | soprano      | Jane Guy                                                                |
| Madame Prune                                     | contralto    | Caisso                                                                  |
| Oyouki                                           | soprano      | Nettie Lynds                                                            |
| Madame Fraise                                    | mezzosoprano | Micot                                                                   |
| Madame Jonquille                                 | soprano      | Alberty                                                                 |
| Madame Campanulle                                | soprano      | Dica                                                                    |
| Coro: Oficiales, marineros, europeos, japoneses. |              |                                                                         |